# グリーゼ876b
グリーゼ876b(英語:Gliese 876b)とは地球から見てみずがめ座の方向に約15光年離れたところにあるスペクトル型M4V型の赤色矮星を公転している太陽系外惑星である。公転周期は61日で地球の約6分の1である。1998年6月に発見され、赤色矮星を公転する太陽系外惑星の中では最初に発見された。

## 発見
グリーゼ876bの存在については1998年6月22日にカナダのブリティッシュコロンビア州ビクトリアで行われた国際天文学連合会議において天文学者、ジェフリー・マーシーらが初めて公表した。この発見にはケック天文台やリック天文台における観測で得られたデータが使用された。マーシーが公表した2時間後にはジュネーブの太陽系外惑星探査チーム(Geneva Extrasolar Planet Search)がフランスのオート＝プロヴァンス天文台やチリのヨーロッパ南天天文台の望遠鏡を使用してこの惑星の存在を確認した。発見された方法はドップラー分光法であるが1998年当時よく使われていた恒星の視線速度を求めて惑星の存在を間接的に証明する方法ではなく、恒星のスペクトルのドップラー効果による微妙な変化を求めて惑星の存在を間接的に証明する方法が用いられた。グリーゼ876惑星系にはこの惑星を含め4つの惑星が存在することが知られているがこの惑星は一番初めに発見された。

## 特徴

### 物理的特徴

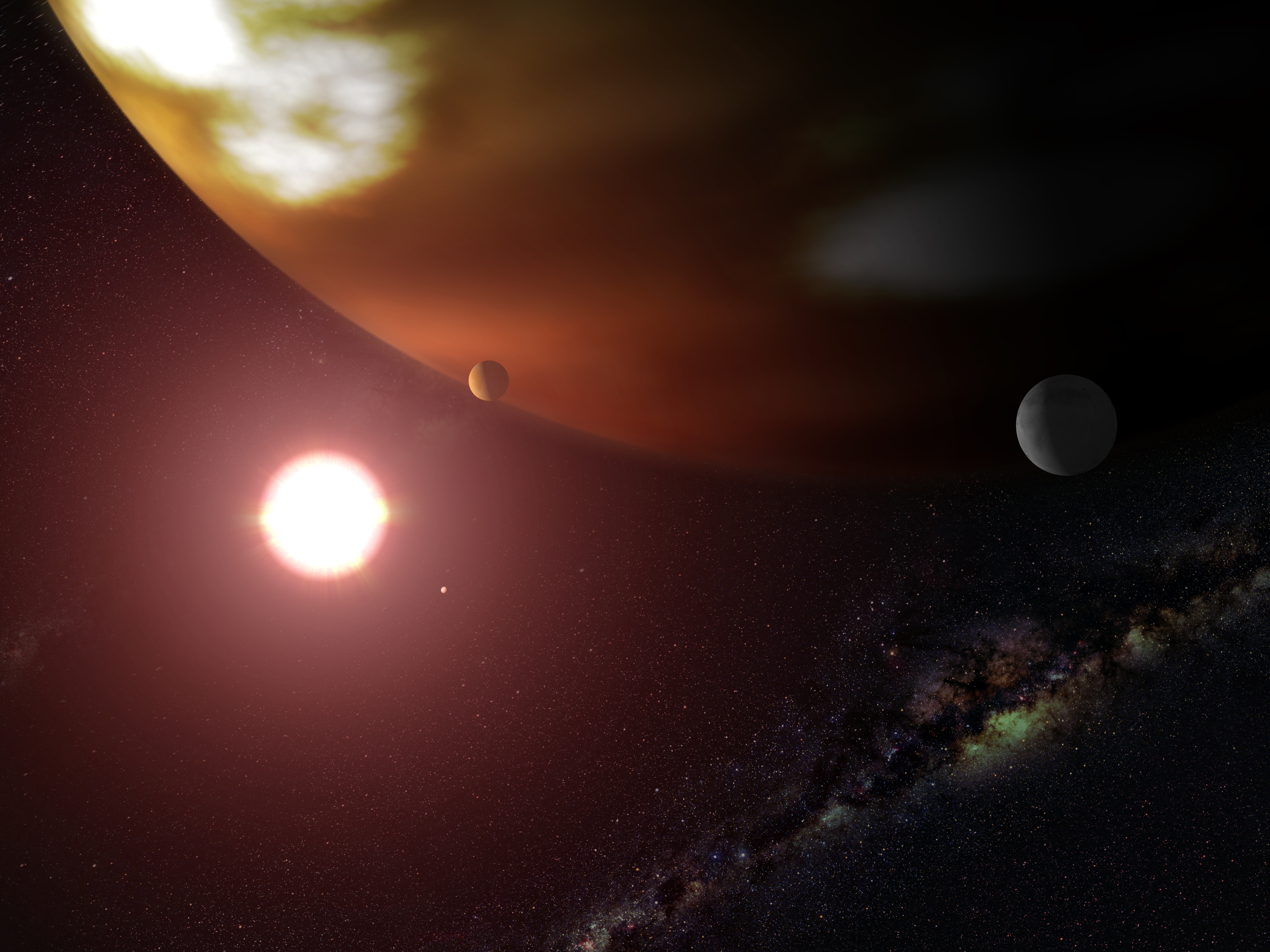
グリーゼ876bと仮説上のその衛星の想像図。

惑星の質量が大きいためこの惑星は表面が固体ではないガス惑星であるとされる。この惑星はドップラー分光法でしか観測できず、恒星グリーゼ876に及ぼす重力の影響から推測するしかないため半径や組成、表面の温度などは不明である。もし組成が木星に似ていて化学平衡の状態にある場合、温度の低い地域では水の雲が生成される可能性があるがあっても大気中にはほとんどないと予測されている。
ドップラー分光法で分かっているこの惑星の質量の下限質量は木星の1.93倍である。真の質量は軌道傾斜角によるためドップラー分光法で発見された惑星は通常は下限質量しか分からない。しかし、グリーゼ876惑星系は地球から15光年と比較的近い位置にあったため、ハッブル宇宙望遠鏡(HST)に搭載されたFine Guidance Sensors(英語版)を用いてグリーゼ876bによる恒星のふらつきを詳細に観測することができた。この観測は太陽系外惑星の位置を詳細に求めた初めての観測であった。この観測を分析した結果、軌道傾斜角は84 ± 6°であると求まった。グリーゼ876bの場合は惑星系内の惑星同士でラプラス共鳴を行っているため実際の軌道傾斜角は59°で、質量は2.2756 MJと求まった。
惑星の平衡温度は194 Kであると推定されている。
また、グリーゼ876cやeのようにかつて惑星移動を行っていた可能性がある。

### 主星
グリーゼ876bの主星はグリーゼ876という赤色矮星である。質量が0.32 M☉、半径が0.3 R☉と太陽よりも小さい。有効温度は3129 Kで年齢は約25.5億年である。

### 軌道

グリーゼ876惑星系の惑星の軌道。グリーゼ876bは主星から3番目の位置にある。

グリーゼ876bは内惑星グリーゼ876cとグリーゼ876eと1:2:4のラプラス共鳴をしている。ラプラス共鳴を行う天体としては木星の衛星であるイオ、エウロパ、ガニメデ間の共鳴の発見以来2番目に発見された。その結果、大規模な相互作用が起こり、軌道要素は急速に変化する。惑星の軌道離心率は小さく、太陽系の惑星に似ている。軌道長半径は0.208 auで、太陽・水星間よりも短いが、主星グリーゼ876が小さいためグリーゼ876bはハビタブルゾーン内にある。

## 将来の居住可能性
グリーゼ876bは現在はハビタブルゾーンの外側境界付近にあり、主星は赤色矮星で進化もゆっくりと進行するためハビタブルゾーンは今後何兆年もかけて外側へ移動することになる。つまり数兆年後になってやっとハビタブルゾーンの内側にあるということである。ガス惑星における生命存在の可能性はまだ不明だが、この惑星に大きい衛星がある場合、生命の存在が可能な環境である可能性がある。また潮汐力の影響があっても、大きい衛星ならば十分生命は存在できる。このような衛星が形成されうるかは不明瞭であるが、ガス惑星なら衛星を持つ可能性は高い。
衛星があった場合、安定した軌道をとるためには衛星の惑星周囲の公転周期Psと惑星の恒星周囲の公転周期Ppの比率が1/9になる必要がある。シミュレーションでは巨大ガス惑星や褐色矮星の衛星で太陽に似た恒星から1 auほどの位置にある場合、公転周期は45日から60日以内が最適とされている。グリーゼ876bの場合衛星の公転周期が7日より短くないと安定した軌道をとれない。
潮汐力による効果は衛星でプレートテクトニクスが起こる要因になると考えられており、火山活動による衛星の温度上昇や磁場の生成、いわゆるダイナモ効果に関与している。
46億年もの間地球のような大気を持続させるためには衛星は密度が火星に似ていて最低でも質量が0.07 M⊕ある必要がある。大気の非熱的散逸を防ぐためには衛星に強い磁場があれば恒星風をそらすことができる。NASAの探査機ガリレオの観測により衛星であってもガニメデは磁場を持つことが分かったため大きい衛星なら磁場を持つ可能性がある。